# Liste von Hochschullehrern an der Technischen Universität Kaiserslautern
Die Liste von Hochschullehrern an der Technischen Universität Kaiserslautern enthält Dozenten an der von 1975 bis 2022 existierenden Technischen Universität Kaiserslautern. Die Liste erhebt keinen Anspruch auf Vollständigkeit.

## A–E

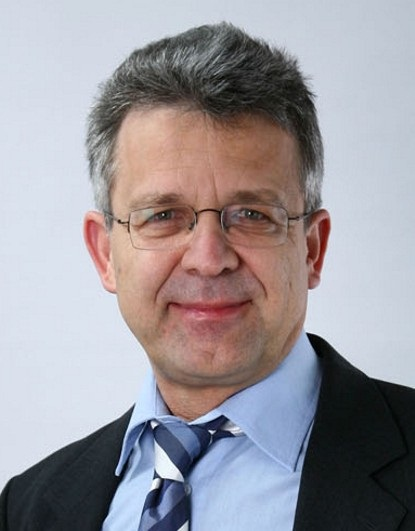
Martin Aeschlimann

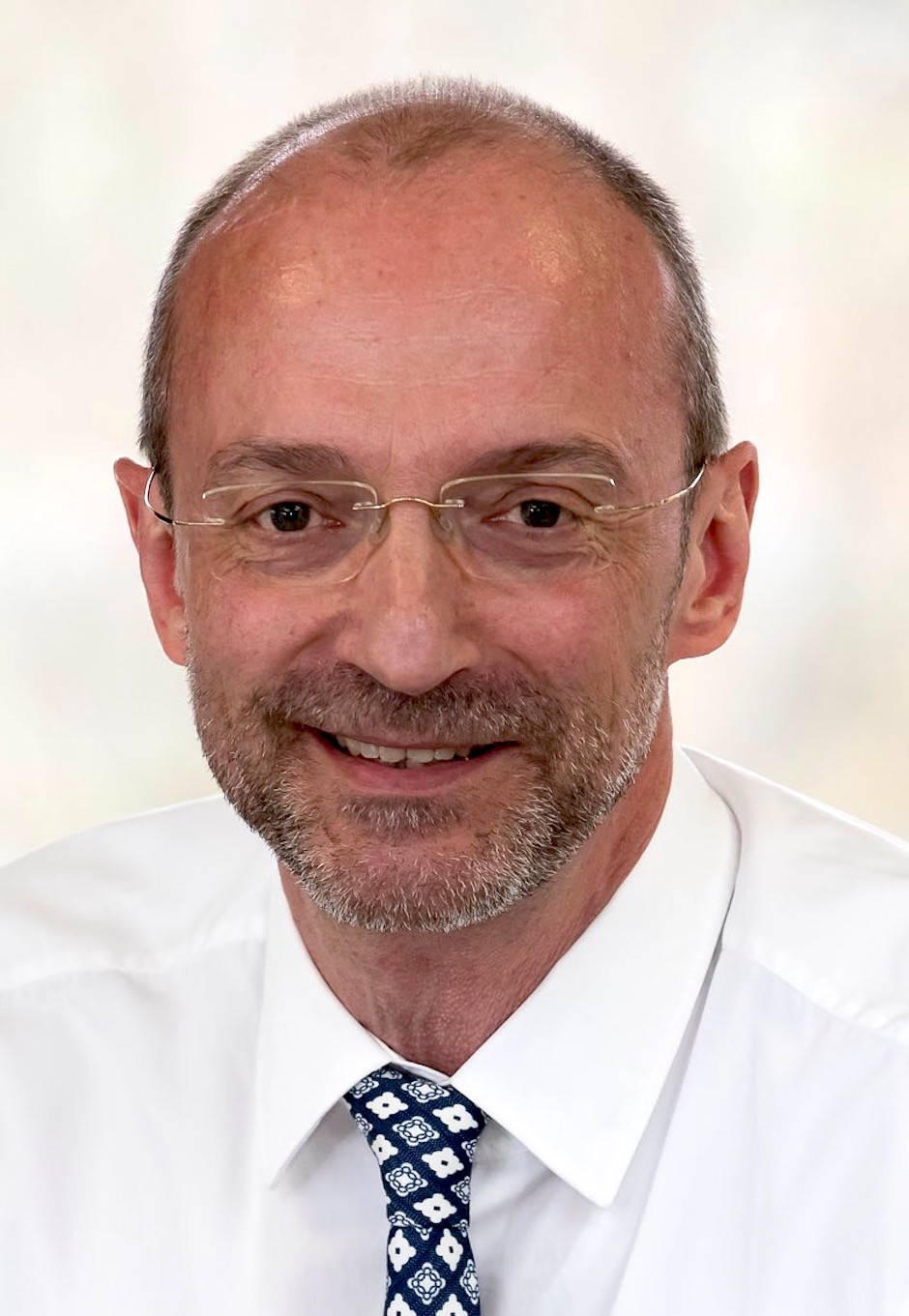
Andreas Dengel

- Martin Aeschlimann (* 1957), Schweizer Physiker, Professor für Experimentalphysik des Fachbereichs Physik
- Andreas Al-Laham (1962–2011), Betriebswirt,  Professor für Internationales Management
- Rolf Arnold (* 1952), Erziehungswissenschaftler, Professor für Pädagogik
- Carl Baudenbacher (* 1957), Schweizer Jurist, Professor für Privatrecht
- Klaas Bergmann (* 1942), Experimentalphysiker (Atomphysik)
- Friedhelm Bliemel (* 1941), emeritierter Professor, Inhaber des Marketing-Lehrstuhls am Fachbereich Wirtschaftswissenschaften
- Helmut Bode (1940–2003), Bauingenieur und Hochschullehrer, Professor für Stahlbau und Baustatik
- Wolfgang Böhm (* 1949), Architekt, Städteplaner, Professor am Fachbereich Architektur für das Fachgebiet Gebäudelehre und Entwerfen
- Burkhard Büdel (* 1953), Biologe, Leiter der Arbeitsgruppe Botanik
- Ulrich Dempwolff (* 1945), Mathematiker, von 1976 bis 2010 war er Professor für Mathematik
- Wolfgang Demtröder (* 1931), Physiker, von 1970 bis 1999 Professor
- Andreas Dengel (* 1961), Informatiker und Hochschullehrer sowie Geschäftsführender Direktor des 1988 gegründeten Deutschen Forschungszentrum für Künstliche Intelligenz, Inhaber des Lehrstuhls für Wissensbasierte Systeme am Fachbereich Informatik
- Hans Dennhardt  (* 1941), Architekt, Stadtplaner, ordentlicher Professor für Raum- und Umweltplanung mit dem Forschungsgebiet Ländliche Ortsentwicklung und Ortserweitungsplanung
- Helmut Ehrhardt (1927–2011), Physiker
- Klaus Werner Eichhorn (1938–1994), Agrarwissenschaftler, Phytopathologe und Rebschutzexperte
- Dietmar Eifler (* 1949), Werkstoffwissenschaftler
- Martin Eigner (* 1951), Maschinenbauingenieur
- Gerhard Eisenbrand (* 1940), Toxikologe und Lebensmittelchemiker, vor allem vor allem auf den Gebieten Chemische Kanzerogenese, Lebensmittel- und Umweltanalytik und Antitumor-Wirkstoffforschung tätig
- Jürgen Ensthaler (* 1952), Jurist und Hochschullehrer und ehemaliger Richter, von 1993 bis 2005 war er Inhaber des Lehrstuhls für Zivil- und Wirtschaftsrecht

## F–H

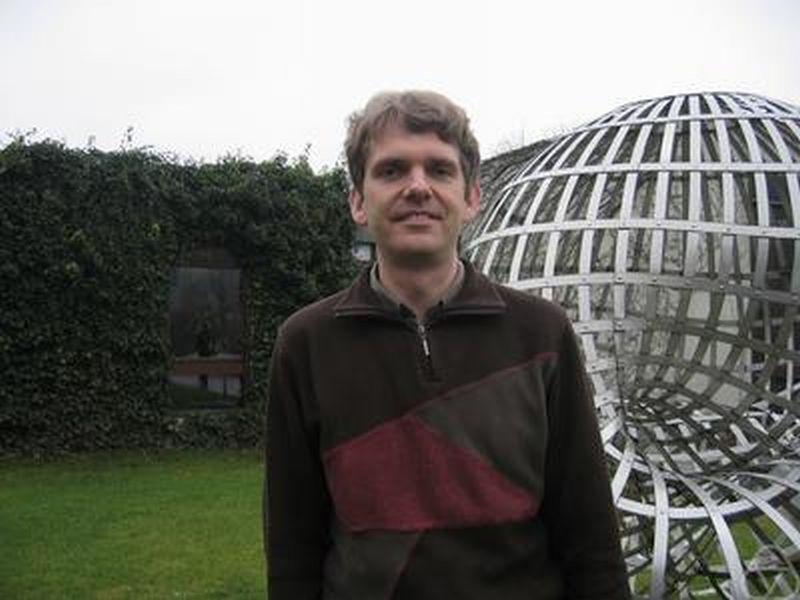
Andreas Gathmann

- Henning Fouckhardt (* 1959), Professor für Physik
- Jürgen Franke (* 1952),  Mathematiker und  Professor für Angewandte Mathematische Statistik
- Nicole Frankenberg-Dinkel (* 1971), Mikrobiologin
- Willi Freeden (* 1948), Mathematiker
- Georg von Freymann (* 1972), Experimentalphysiker und Professor für Physik
- Eckhard Friauf (* 1956), Biologe und Neurobiologe
- Klaus Friedrich (1945–2021), Werkstoffwissenschaftler
- Andreas Gathmann (* 1970), Mathematiker, der sich mit Algebraischer Geometrie befasst
- Helene Götschel (* 1963), Physikerin, Wissenschaftshistorikerin und Geschlechterforscherin
- Gert-Martin Greuel (* 1944),  Mathematiker, der sich mit Computeralgebra, algebraischer Geometrie (Singularitätentheorie) und komplexer Analysis beschäftigt
- Arne Güllich (* 1965), Sportwissenschaftler und Hochschullehrer

## H–J

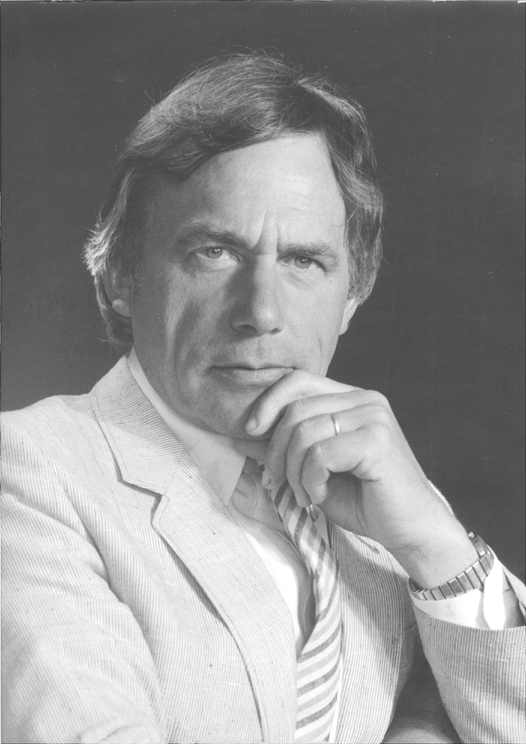
Gerd Volker Heene

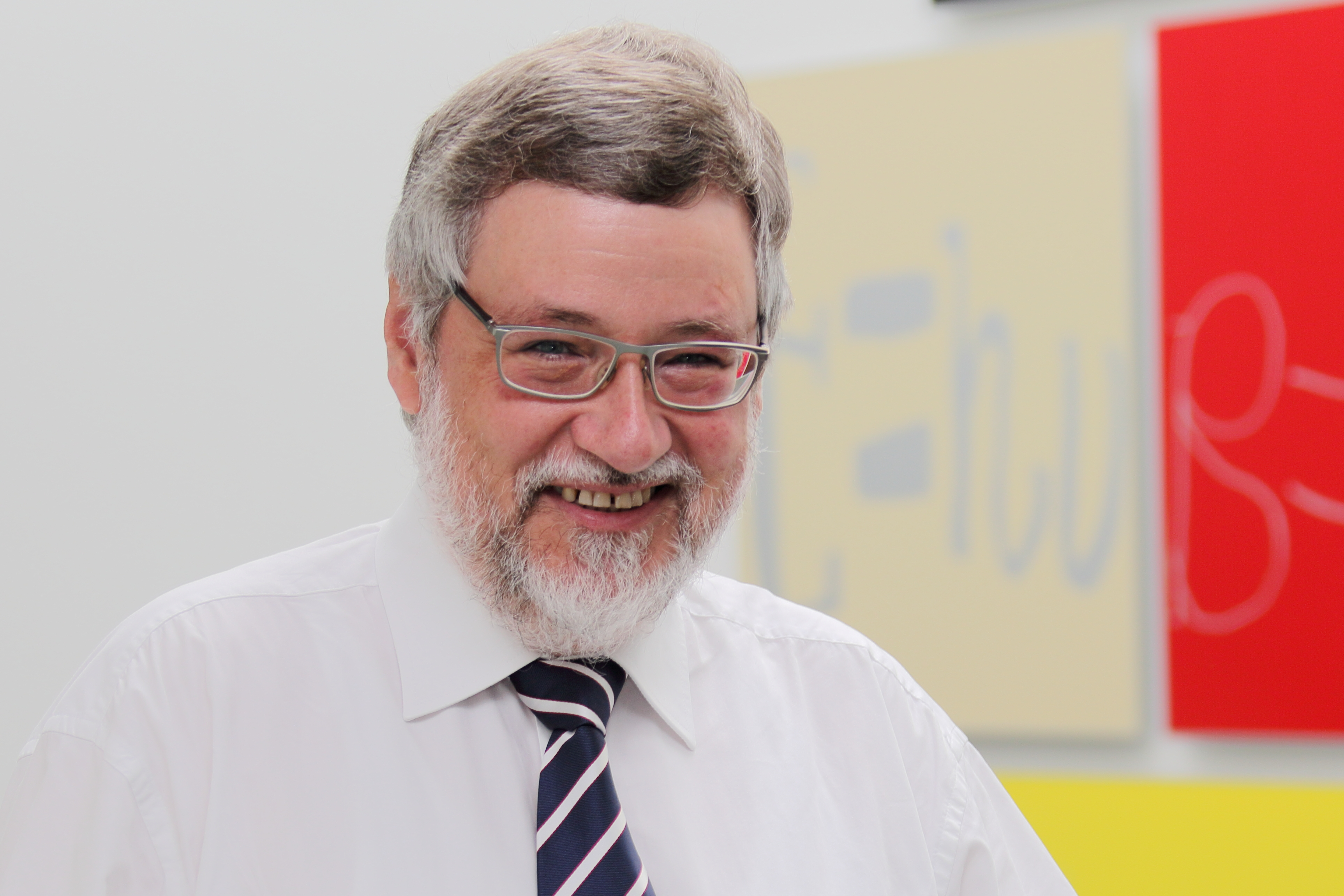
Burkard Hillebrands

- Christoph Haehling von Lanzenauer (* 1939), Universitäts-Professor emeritus der Betriebswirtschaftslehre
- Horst W. Hamacher (* 1951), Mathematiker mit Spezialgebiet Wirtschaftsmathematik, insbesondere Optimierung (Mathematik)
- Theo Härder (* 1945), Informatiker
- Dorothee Haroske (* 1968), Mathematikerin und Hochschullehrerin auf dem Gebiet der Analysis
- Reiner Hartenstein (1934–2022), Informatiker
- Michael Hassemer (* 1966), Rechtswissenschaftler, Hochschullehrer und Richter
- Michael von Hauff (* 1947), Ökonom
- Gerd Volker Heene (1926–2009), Architekt und Hochschullehrer
- Stefan Heinrich (* 1951), Mathematiker und Hochschullehrer
- Hans-Wolfgang Helb (* 1941), Zoologe, Ökologe, Ornithologe und Bioakustiker
- Dieter-Heinz Hellmann (* 1942), Industriemanager und Hochschullehrer
- Dominik Henrich (* 1965), Informatiker und Robotiker
- Johannes M. Herrmann  (* 1964), Zellbiologe und Biochemiker
- Ingolf Volker Hertel (* 1941), Physiker und Hochschullehrer
- Burkard Hillebrands (* 1957), Experimentalphysiker und Professor für Physik an der Technischen Universität Kaiserslautern und Leiter der dortigen AG Magnetismus
- Hartmut Hofrichter (* 1939), Architekt, Architekturhistoriker, Denkmalpfleger und Hochschullehrer
- Reinhold Hölscher (* 1954), Wirtschaftswissenschaftler
- Herbert Huber (1931–2005), Botaniker
- Karen Joisten (* 1962), Philosophin

## K–M
- Paul Kahlfeldt (* 1956), Architekt
- Heike Kern (* 1963), Künstlerin

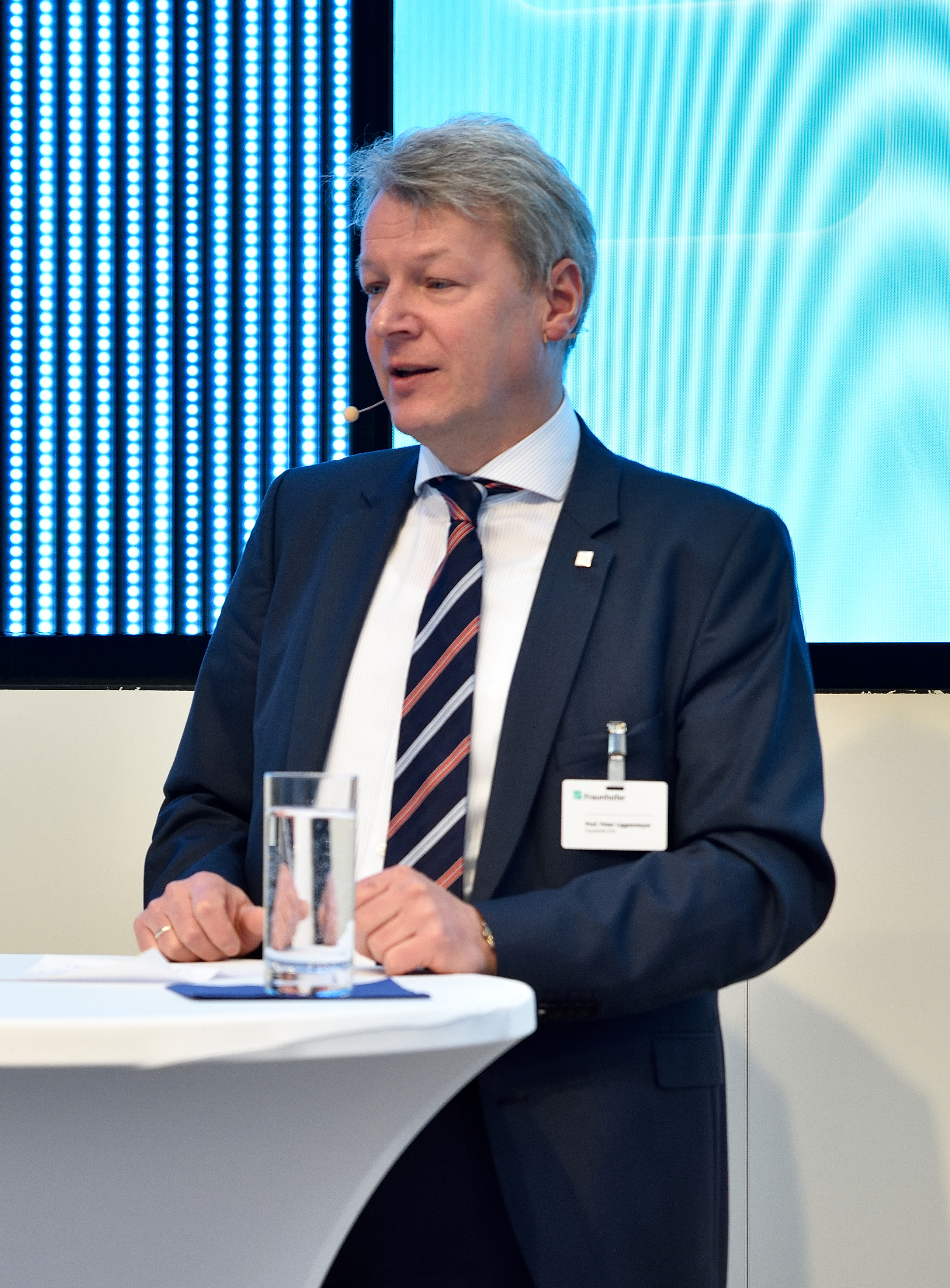
Peter Liggesmeyer

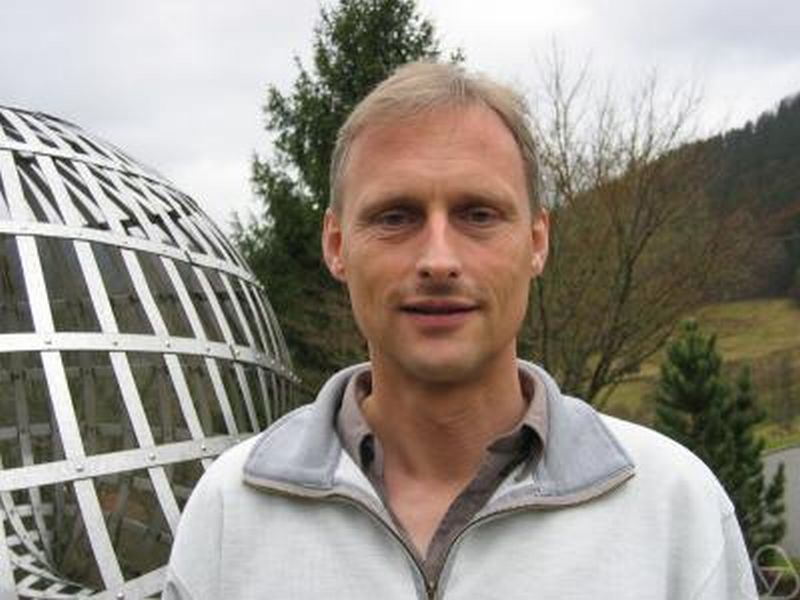
Gunter Malle

- Ralf Korn (* 1963), Mathematiker und Hochschullehrer
- Cornelius Gerhard Kreiter (* 1937), Chemiker
- Hans-Jörg Krüger (* 1960), Chemiker und Hochschullehrer
- Detlef Kurth (* 1966), Stadtplaner und Professor für Stadtplanung
- Thomas Lachmann (* 1967), Psychologe und Autor
- Klaus Landfried (1941–2014), Politikwissenschaftler und Präsident der Hochschulrektorenkonferenz
- Wolfgang Leinemann (1936–2016), Jurist und Richter am Bundesarbeitsgericht
- Peter Liggesmeyer (* 1963), Informatiker und Hochschullehrer
- Lothar Litz (1949–2015), Ingenieurwissenschaftler und Professor für Automatisierungstechnik
- Alfred Louis (1949–2024), Mathematiker
- Heinz Lüneburg (1935–2009), Mathematiker, der sich mit Kombinatorik, Geometrie und Algebra beschäftigte
- Klaus Mahler (1940–2011), Architekt und Hochschullehrer
- Gunter Malle (* 1960), Mathematiker, der sich mit Gruppentheorie, Darstellungstheorie endlicher Gruppen und Zahlentheorie befasst
- Gerd Maurer (* 6. Juni 1942), Inhaber der Emil Kirschbaum-Medaille
- Manfred Metzler (* 1942), Lebensmittelchemiker und Toxikologe
- Wilfried Meyer (* 1938), Chemiker (Theoretische Chemie, Quantenchemie)
- Peter Mitschang (* 1960),
- Norbert Müller (1946–2022), Sporthistoriker
- Harald J. W. Müller-Kirsten (* 1935), theoretischer Physiker
- Heiner Müller-Merbach (1936–2015), Ökonom
- Joachim Münch (1919–2019), Berufspädagoge und Hochschullehrer

## N–R

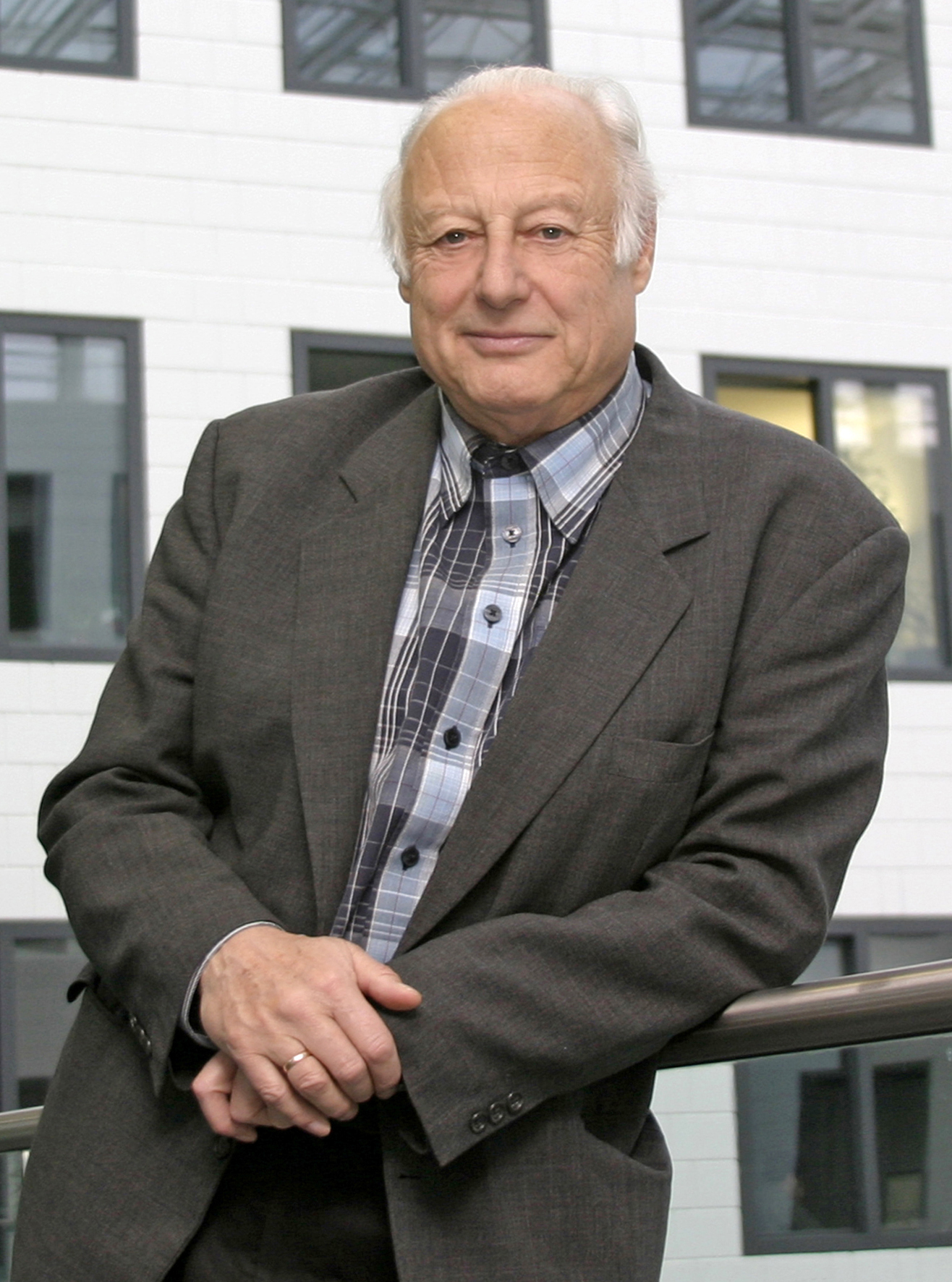
Helmut Neunzert

Dieter Rombach

- Manfred Neitzel (1934–2022), Maschinenbau-Ingenieur und Hochschullehrer
- Helmut Neunzert (* 1936), Mathematiker, der sich mit angewandter Mathematik (Technomathematik) beschäftigt
- Wolfgang Neuser (* 1950), Philosoph und von 1995 bis 2017 Professor für Philosophie
- Gereon Niedner-Schatteburg (* 1959), Physiker und Chemiker
- Hans Oechsner (* 1934), Physiker und Hochschullehrer
- Karina Pallagst (* 1969), Raumplanerin und Hochschullehrerin für Internationale Planungssysteme
- Bernhard Pellens (* 1955), Wirtschaftswissenschaftler
- Serhij Perewersjew (* 1955), ukrainischer Mathematiker und Hochschullehrer
- Gerhard Pfister (* 1947), Mathematiker, der sich mit algebraischer Geometrie beschäftigt
- Arnd Poetzsch-Heffter (* 1958), Informatiker und Professor für Softwaretechnik
- Dieter Prätzel-Wolters (* 1950), Mathematiker, Professor für Technomathematik und ehemaliger Leiter des Fraunhofer-Instituts für Techno- und Wirtschaftsmathematik
- Fritz Preuss (* 1935), Hochschullehrer und Politiker (SPD)
- Knut Radbruch (1936–2024), Mathematiker und von 1971 bis 2001 Professor für Mathematik und ihre Didaktik
- Wieland Ramm (* 1937), Bauingenieur und Hochschullehrer für Massivbau und konstruktiven Ingenieurbau
- Manfred Regitz (1935–2021), Chemiker (Organische Chemie)
- Peter Rentrop (* 1948), Mathematiker
- Bärbel Rethfeld (* 1970), Physikerin
- Ulrike Reutter (* 1961), Verkehrswissenschaftlerin
- Klaus Ritter (* 1961),  Mathematiker und Hochschullehrer.
- Dieter Rombach (* 1953), Informatiker
- Hartmut Rosenberg (1932–2021), Ingenieur und Hochschullehrer im Bereich Strömungslehre
- Bernd Rosenberger (* 1944), Kommunalpolitiker und außerplanmäßiger Professor für Mathematik
- Gernot Rumpf (1941–2025), Bildhauer und Medailleur
- Martin Ruskowski (* 1969),  Ingenieur und Hochschullehre

## S

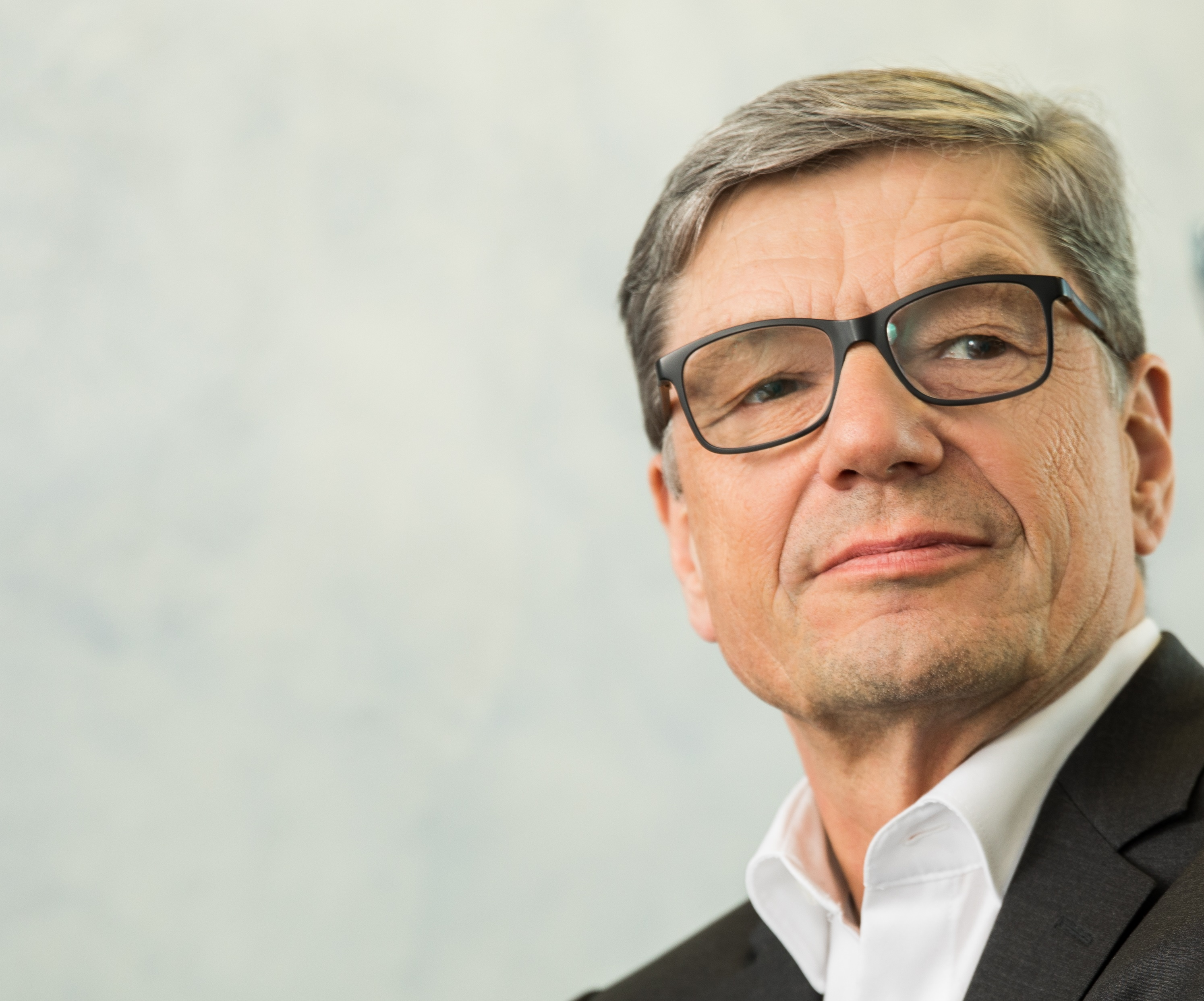
Jürgen Schnell

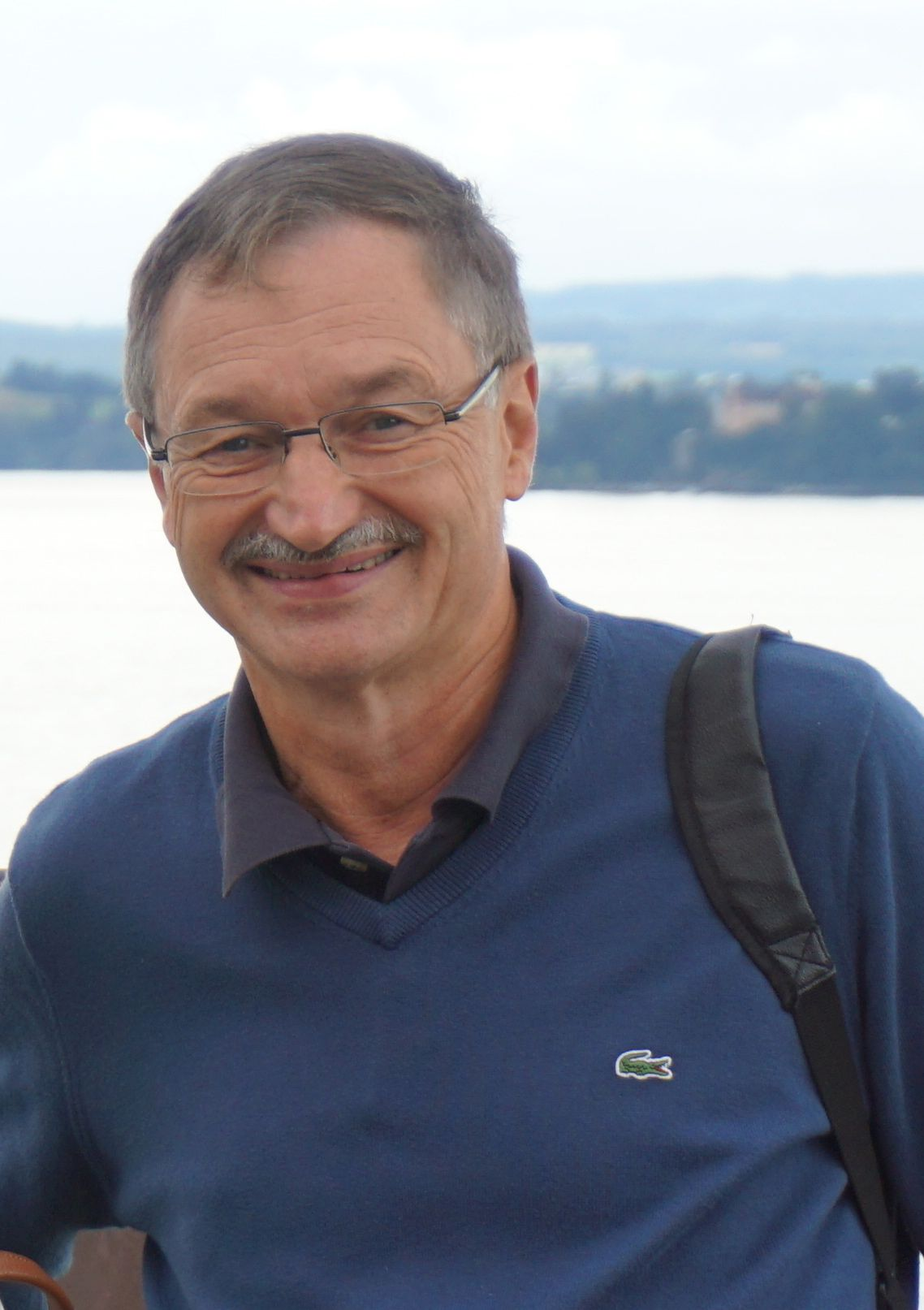
Dieter Schrenk

- Otto J. Scherer (1933–2024), Chemiker und Professor für Anorganische Chemie
- Mandy Schiefner-Rohs (* 1980), Erziehungswissenschaftlerin und Hochschullehrerin
- Matthias Schirren (* 1957), Architekturhistoriker
- Wilhelm Schmeisser (* 1953), Betriebswirtschaftler sowie Professor für Personalwirtschaft und Organisation
- Holger Schmidt (* 1959), ordentlicher Professor für Stadtumbau und Ortserneuerung
- Robert Christian Schmidt (* vor 2003), Wirtschaftswissenschaftler
- Jürgen Schnell (* 1953), Bauingenieur, Manager und Hochschullehrer
- Anita Schöbel (* 1969), Mathematikerin und Professorin für Angewandte Mathematik
- Eberhard Schock (* 1939), Hochschullehrer für Mathematik
- Dieter Schrenk (* 1953), Toxikologe und Hochschullehrer
- Jörg Siekmann (* 1941), Informatiker und Professor für Künstliche Intelligenz
- Helmut Sitzmann (* 1958), Chemiker und Hochschullehrer
- Willy Spannowsky (* 1958), Jurist
- Albert Speer junior (1934–2017), Stadtplaner, Architekt und Hochschullehrer
- Annette Spellerberg (* 1960), Soziologin
- Katharina Spraul (* 1980), Betriebswirtin und Universitätsprofessorin für Betriebswirtschaftslehre, insbesondere Sustainability Management
- Waldemar Steinhilper (1932–1998), Maschinenbauingenieur
- Rudolf Stich (1926–2012), Verwaltungsrichter und ordentlicher Professor
- Zuzana Storchová (* 1970), Biologin und Professorin für Molekulare Genetik
- Bernd Streich (* 1951), Professor für Stadtplanung und Raumplanung im Bereich digitaler Informationssysteme

## T–Z

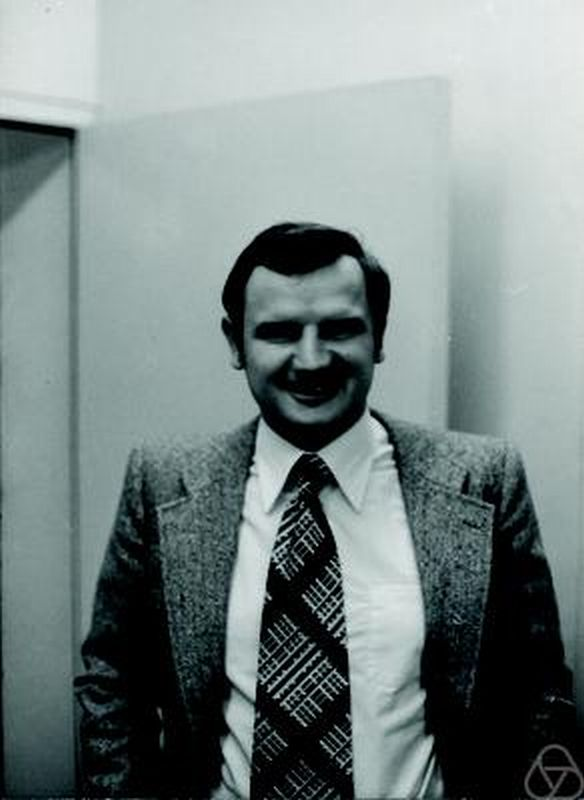
Günther Trautmann

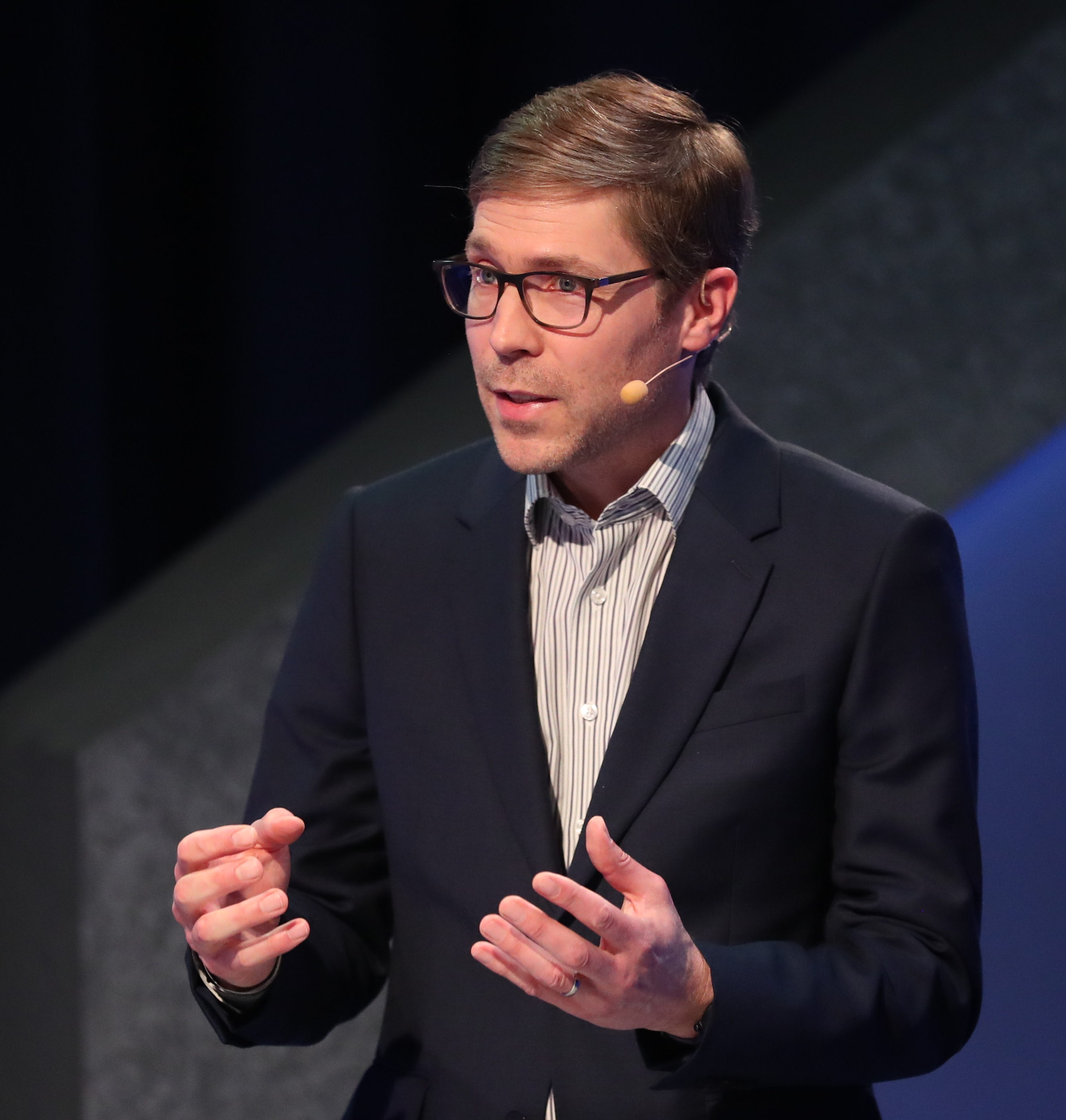
Georg Wenzelburger

- Werner R. Thiel (* 1961), Chemiker und Hochschullehrer
- Kai Tobias (1961–2022), Ökologe und Hochschullehrer
- Hartmut Topp (* 1942), Ingenieurwissenschaftler, Stadt- und Verkehrsplaner sowie Moderator von Planungsprozessen und Beteiligungsverfahren
- Günther Trautmann (1940–2021), Mathematiker, der sich mit Algebraischer Geometrie und Komplexer Analysis befasste
- Gabi Troeger-Weiß (* 1958), Universitäts-Professorin, Raumplanerin und Autorin mit den Schwerpunkten Regionalentwicklung, Regionalmarketing und Regionalmanagement
- Maria Wächtler (* 1981), Chemikerin und Hochschullehrerin
- Petra Wagner (* 1967), Sportwissenschaftlerin und Hochschullehrerin
- Günter Warnecke (1937–2024), Ingenieur
- Klaus Wassermann (1947–2016), Bauingenieur
- Norbert Wehn (* 1959), Elektrotechniker und Professor für Mikroelektronik
- Heinrich Wolfgang von Weizsäcker (* 1947), Mathematiker
- Siegfried Wendt (* 1940), Informatiker
- Georg Wenzelburger (* 1981), Politikwissenschaftler
- Armin von Weschpfennig (* 1981), Rechtswissenschaftler
- Frank Wittig (* 1964), selbständiger Wissenschaftsjournalist beim SWR
- Rudolf Wohlleben (* 1936), Elektroingenieur, Schriftsteller und Studentenhistoriker
- Richard Würpel (1903–1987), Maler und Kunsterzieher
- Heinrich Zankl (* 1941), Humanbiologe und Sachbuchautor
- Christiane Ziegler (* 1964), Physikerin und Hochschullehrerin
- Uwe Zimmermann (* 1947), Mathematiker mit dem Spezialgebiet Optimierung
- Klaus J. Zink (1947–2024), Wirtschaftswissenschaftler
- Detlef Zühlke (* 1949),  Ingenieur und Hochschullehrer, von 1991 bis 2017 Inhaber des Lehrstuhls für Produktionsautomatisierung
- Katharina Zweig (* 1976), Informatikerin